# Liste der Biografien/Jev
Liste der Biografien |
Portal Biografien |
Personensuche
# |
A |
B |
C |
D |
E |
F |
G |
H |
I |
J |
K |
L |
M |
N |
O |
P |
Q |
R |
S |
T |
U |
V |
W |
X |
Y |
Z |
?
 
Ja |
Jb |
Jd |
Je |
Jh |
Ji |
Jj |
Jl |
Jn |
Jm |
Jo |
Jp |
Jr |
Js |
Jt |
Ju |
Jv |
Jw |
Jy
 
Jea |
Jeb |
Jec |
Jed |
Jee |
Jef |
Jeg |
Jeh |
Jei |
Jej |
Jek |
Jel |
Jem |
Jen |
Jeo |
Jep |
Jeq |
Jer |
Jes |
Jet |
Jeu |
Jev |
Jew |
Jex |
Jey |
Jez
Die Liste der Biografien führt alle Personen auf, die in der deutschsprachigen Wikipedia einen Artikel haben. Dieses ist eine Teilliste mit 21 Einträgen von Personen, deren Namen mit den Buchstaben „Jev“ beginnt.

## Jev

### Jevd
- Jevdokimov, Jüri (* 1988), estnischer Fußballspieler

### Jevn
- Jevne, Erling (* 1966), norwegischer Skilangläufer

### Jevo
- Jevons, Frank Byron (1858–1936), britischer Universalgelehrter und Akademiker
- Jevons, William Stanley (1835–1882), britischer ÖkonomWilliam Stanley Jevons (1835–1882)

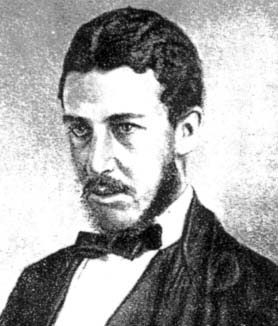
William Stanley Jevons (1835–1882)

### Jevp
- Jevpalovs, Ņikita (* 1994), lettischer Eishockeyspieler

### Jevr
- Jevric, Ardian (* 1986), deutscher Fußballspieler
- Jevrić, Dragoslav (* 1974), montenegrinischer Fußballtorhüter
- Jevrić, Ekrem (1961–2016), US-amerikanisch-montenegrinischer Folk-Sänger

### Jevt
- Jevtić, Aleksandar (* 1985), serbischer Fußballspieler
- Jevtić, Atanasije (1938–2021), serbischer orthodoxer Theologe und Autor
- Jevtić, Bogoljub (1886–1960), serbischer Diplomat und Politiker im Königreich Jugoslawien
- Jevtić, Darko (* 1993), Schweizer Fußballspieler
- Jevtić, Dušan (* 1992), deutsch-bosnischer Fußballspieler
- Jevtić, Ivica (* 1983), serbisch-montenegrinischer Volleyballspieler
- Jevtić, Miroljub (* 1955), serbischer Politologe, Universitätsprofessor an der Fakultät für Politikwissenschaft in Belgrad
- Jevtić, Nikola (* 1984), serbischer Fußballspieler und ehemaliger U-21-Nationalspieler Serbien-Montenegros
- Jevtić, Olivera (* 1977), serbische Langstreckenläuferin
- Jevtic, Svetlana (* 1967), serbische Pianistin und Sängerin
- Jevtović, Marko (* 1987), serbischer Tischtennisspieler
- Jevtović, Marko (* 1993), serbischer Fußballspieler
- Jevtović, Milan (* 1993), serbischer Fußballspieler